# 비서소감
비서소감(秘书少监)은 한국과 중국의 과거 관직이다.
한국에서는 고려의 비서성의 종4품의 벼슬로 존재했다.